# Bundesministerium für Klimaschutz, Umwelt, Energie, Mobilität, Innovation und Technologie

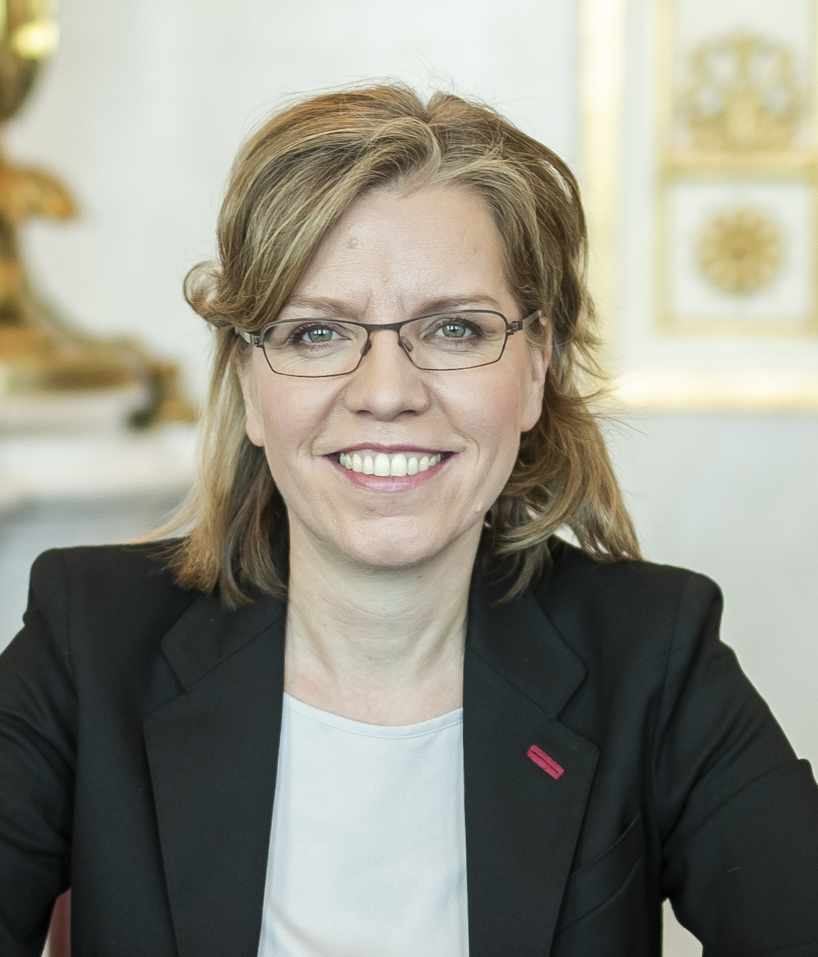
Leonore Gewessler, Bundesministerin für Klimaschutz, Umwelt, Energie, Mobilität, Innovation und Technologie

Das Bundesministerium für Klimaschutz, Umwelt, Energie, Mobilität, Innovation und Technologie (kurz BMK oder Klimaschutzministerium) war von 2020 bis 2025 das für Klimaschutz, Umweltschutz, Energie, Verkehrspolitik, angewandte Forschung und Technologieentwicklung zuständige Bundesministerium der Republik Österreich. Die Behörde führte ihre Bezeichnung seit 29. Jänner 2020, als sie das Bundesministerium für Verkehr, Innovation und Technologie mit den Umweltagenden vom Ministerium für ein lebenswertes Österreich vereint hatte. 
In der Bundesregierung Stocker wurden 2025 die Ressorts Umwelt- und Klimaschutz wieder dem Landwirtschaftsministerium angegliedert, während Verkehrspolitik, angewandte Forschung und Technologieentwicklung im Bundesministerium für Innovation, Mobilität und Infrastruktur weitergeführt wurden.

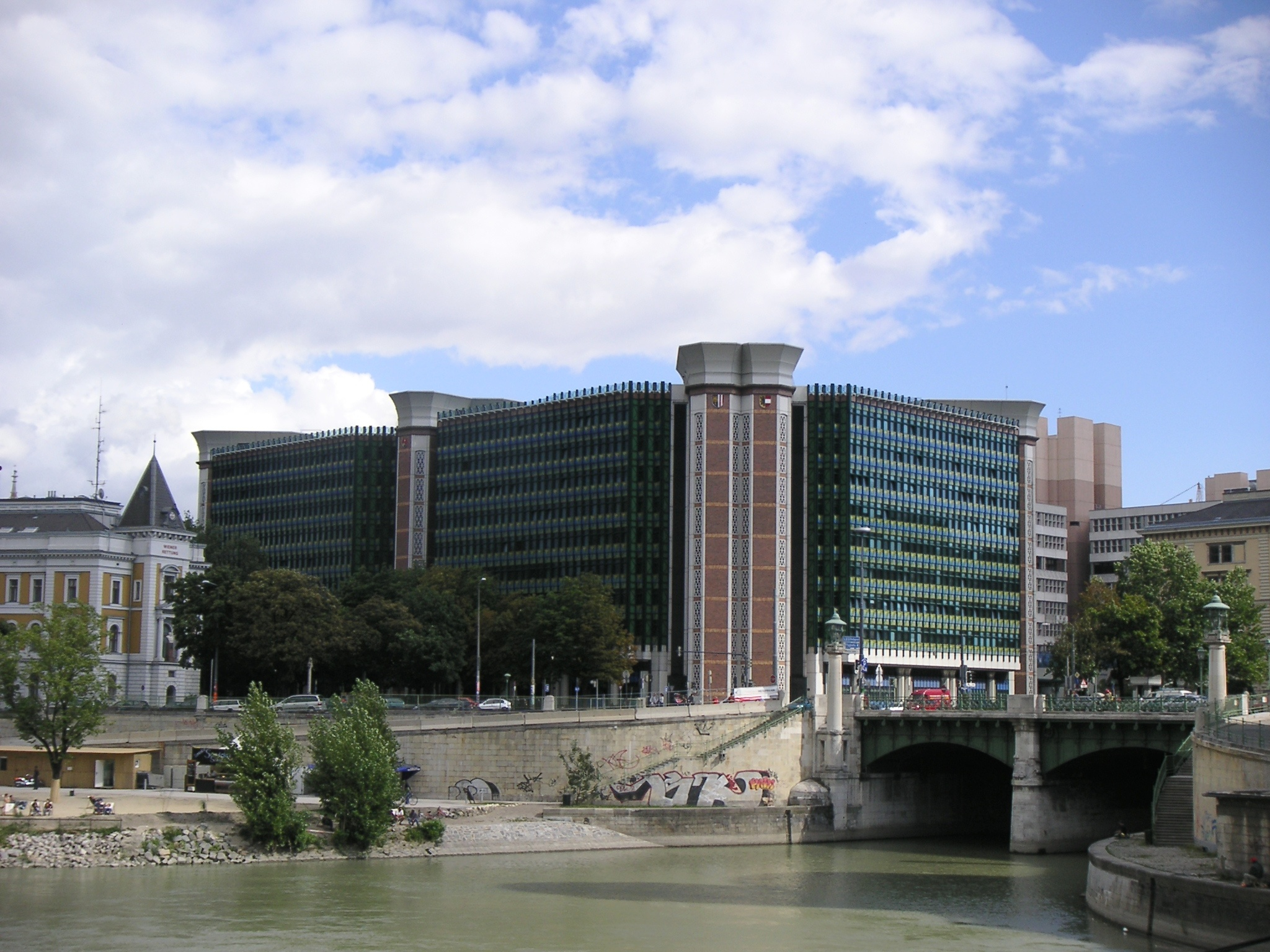
Sitz des Bundesministeriums in Wien

## Geschichte
Das Portefeuille für Umweltschutz gibt es seit 1972, als es von Bruno Kreisky in Bezug auf den zunehmend wichtigen Umweltgedanken geschaffen wurden. Der Ministerposten wurde anfangs als Umweltschutzminister und Teil des Gesundheitsministeriums geführt, ab 1987 als Umweltminister und Teil des Familienministeriums. 
Unter Franz Vranitzky gab es 1995/96 kurzfristig ein reines Umweltministerium, dann kehrte man zur vorherigen Form zurück. Ab 2000 firmierte das Amt durch Wolfgang Schüssel als Minister für Umwelt und Wasserwirtschaft – aufgrund der Bedeutung, die mit der Wasserrahmenrichtlinie 2000/60/EG diesem Sektor in der EU beigemessen wird – und war Teil des Landwirtschaftsministeriums. 
Ab der ersten Regierung Sebastian Kurz (2018) hieß das Landwirtschafts- und Umweltressort Nachhaltigkeit und wurde mit dem Tourismusministerium zusammen geführt. 2020 wurde das Verkehrsministerium mit dem Umweltressort zusammengelegt und übernahm von dort auch die Energieagenden. Seit 2025 sind Umwelt- und Klimaschutz erneut im Landwirtschaftsministerium gefasst.
| Zeitraum  | Landwirtschaftsministerium                                                                                           | Klimaschutz- bzw. Umweltministerium                                                                                  | Verkehrsministerium |
| --------- | --- | --- | --- |
| 1945–1970 | Bundesministerium für Land- und Forstwirtschaft in der Zweiten Republik                                              | - | Bundesministerium für Verkehr Bundesministerium für Elektrifizierung und Energiewirtschaft Bundesministerium für Verkehr und verstaatlichte Betriebe Bundesministerium für Verkehr und Elektrizitätswirtschaft Bundesministerium für Verkehr und verstaatlichte Unternehmungen |
| 1970–1972 | Bundesministerium für Land- und Forstwirtschaft in der Zweiten Republik                                              | - | Bundesministerium für Verkehr |
| 1972–1984 | Bundesministerium für Land- und Forstwirtschaft in der Zweiten Republik                                              | Bundesministerium für Gesundheit und Umweltschutz                                                                    | Bundesministerium für Verkehr |
| 1985–1987 | Bundesministerium für Land- und Forstwirtschaft in der Zweiten Republik                                              | Bundesministerium für Gesundheit und Umweltschutz                                                                    | Bundesministerium für öffentliche Wirtschaft und Verkehr |
| 1987–1995 | Bundesministerium für Land- und Forstwirtschaft in der Zweiten Republik                                              | Bundesministerium für Umwelt, Jugend und Familie                                                                     | Bundesministerium für öffentliche Wirtschaft und Verkehr |
| 1995–1996 | Bundesministerium für Land- und Forstwirtschaft in der Zweiten Republik                                              | Bundesministerium für Umwelt                                                                                         | |
| 1996–1997 | Bundesministerium für Land- und Forstwirtschaft in der Zweiten Republik                                              | Bundesministerium für Umwelt, Jugend und Familie                                                                     | Bundesministerium für Wissenschaft, Verkehr und Kunst |
| 1997–2000 | Bundesministerium für Land- und Forstwirtschaft in der Zweiten Republik                                              | Bundesministerium für Umwelt, Jugend und Familie                                                                     | Bundesministerium für Wissenschaft und Verkehr |
| 2000–2014 | Ministerium für Land- und Forstwirtschaft, Umwelt und Wasserwirtschaft (Lebensministerium)                           | Ministerium für Land- und Forstwirtschaft, Umwelt und Wasserwirtschaft (Lebensministerium)                           | Bundesministerium für Verkehr, Innovation und Technologie |
| 2014–2018 | Ministerium für Land- und Forstwirtschaft, Umwelt und Wasserwirtschaft (Ministerium für ein lebenswertes Österreich) | Ministerium für Land- und Forstwirtschaft, Umwelt und Wasserwirtschaft (Ministerium für ein lebenswertes Österreich) | Bundesministerium für Verkehr, Innovation und Technologie |
| 2018–2020 | Bundesministerium für Nachhaltigkeit und Tourismus                                                                   | Bundesministerium für Nachhaltigkeit und Tourismus                                                                   | Bundesministerium für Verkehr, Innovation und Technologie |
| 2020–2022 | Bundesministerium für Landwirtschaft, Regionen und Tourismus                                                         | Bundesministerium für Klimaschutz, Umwelt, Energie, Mobilität, Innovation und Technologie                            | Bundesministerium für Klimaschutz, Umwelt, Energie, Mobilität, Innovation und Technologie |
| 2022–2025 | Bundesministerium für Land- und Forstwirtschaft, Regionen und Wasserwirtschaft                                       | Bundesministerium für Klimaschutz, Umwelt, Energie, Mobilität, Innovation und Technologie                            | Bundesministerium für Klimaschutz, Umwelt, Energie, Mobilität, Innovation und Technologie |
| ab 2025   | Bundesministerium für Land- und Forstwirtschaft, Klima- und Umweltschutz, Regionen und Wasserwirtschaft              | Bundesministerium für Land- und Forstwirtschaft, Klima- und Umweltschutz, Regionen und Wasserwirtschaft              | Bundesministerium für Innovation, Mobilität und Infrastruktur |

## Aufgaben
Das Bundesministerium für Klimaschutz, Umwelt, Energie, Mobilität, Innovation und Technologie war zwischen 2020 und 2025 zuständig für:
- Allgemeine Angelegenheiten des Klima- und Umweltschutzes.
  - Allgemeine Klimaschutzpolitik.
  - Allgemeine Umweltschutzpolitik.
  - Koordination auf allen Gebieten des Umweltschutzes.
  - Allgemeine Angelegenheiten des Immissionsschutzes.
  - Angelegenheiten der Umweltanwaltschaft.
  - Allgemeine Angelegenheiten der Umweltverträglichkeitsprüfung.
  - Angelegenheiten des Mess-, Auswerte- und Dokumentationswesens auf dem Gebiet des Umweltschutzes und der Umweltkontrolle.
  - Forschung auf dem Gebiet des Umweltschutzes, soweit sie nicht in den Wirkungsbereich des Bundesministeriums für Bildung, Wissenschaft und Forschung fällt.
  - Aus-, Fort- und Weiterbildung des Personals der öffentlichen Umweltschutzverwaltung.
  - Angelegenheiten der Umweltförderung mit Ausnahme der Siedlungswasserwirtschaft und der Gewässerökologie.
- Abfallwirtschaft; Altlastensanierung.
  - Dazu gehören insbesondere auch Angelegenheiten der Ersatzvornahme bei Abfällen im Sinne der §§ 2 und 3 des Abfallwirtschaftsgesetzes 2002 (AWG 2002), soweit diese nicht in den Wirkungsbereich des Bundesministeriums für Landwirtschaft, Regionen und Wasserwirtschaft (Abschnitt L Z 7) fallen.
- Angelegenheiten des Artenschutzes.
- Angelegenheiten des Natur- und Landschaftsschutzes sowie der Naturhöhlen.
- Allgemeine Angelegenheiten des Schutzes vor ionisierenden Strahlen.
  - Angelegenheiten des Giftverkehrs.
- Angelegenheiten des Energiewesens, soweit sie nicht in den Wirkungsbereich des Bundesministeriums für Digitalisierung und Wirtschaftsstandort fallen. Dazu gehören insbesondere auch:
  - Angelegenheiten der Elektrizitätswirtschaft und deren Planung, die Förderung der Elektrifizierung sowie die Angelegenheiten der Bewirtschaftung der elektrischen Energie.
  - Starkstromwegerecht.
  - Angelegenheiten der Kernenergie.
  - Allgemeine Angelegenheiten der Nuklearkoordination.
  - Lenkungs- und Bewirtschaftungsmaßnahmen hinsichtlich Kohle, Erdöl und Erdgas
- Verkehrspolitik.
  - Dazu gehören insbesondere auch die verkehrspolitischen Angelegenheiten des Wasserbaus hinsichtlich Wasserstraßen.
- Angelegenheiten des Verkehrswesens bezüglich der Eisenbahnen, der Schifffahrt und der Luftfahrt.
Dazu gehören insbesondere auch:
  - Regulierung des Zugangs zur Eisenbahninfrastruktur (Netz).
  - Schiffseichung.
  - Schifffahrtsspezifische Angelegenheiten des Wasserbaus hinsichtlich Wasserstraßen.
  - Flugsicherung, Flugwetterdienst.
  - Angelegenheiten der Werbung für den Personen- und Güterverkehr.
- Kraftfahrwesen und Angelegenheiten der Straßenpolizei; Unfallforschung.
- Angelegenheiten der Bundesstraßen.
  - Dazu gehören insbesondere auch Angelegenheiten des Straßenbaus.
- Angelegenheiten der Unternehmungen, die durch Bundesgesetz mit dem Bau und der Erhaltung von Bundesstraßen betraut sind.
  - Dazu gehören insbesondere auch:
Die Verwaltung der Anteilsrechte des Bundes an der Autobahnen- und Schnellstraßen-Finanzierungs-Aktiengesellschaft, sowie an der Alpen Straßen Aktiengesellschaft und der Österreichischen Autobahnen- und Schnellstraßen Aktiengesellschaft, solange der Bund Aktionär dieser Gesellschaften ist.
- Angelegenheiten des Wasserbaus hinsichtlich der schiffbaren Flüsse Donau und March und der Thaya von der Staatsgrenze in Bernhardsthal bis zur Mündung in die March und sonstiger Wasserstraßen sowie der Wasserversorgung und Kanalisation, soweit sie nicht in den Wirkungsbereich eines anderen Bundesministeriums fallen; Angelegenheiten der Verwaltung des Marchfeldkanals.
- Angelegenheiten des gewerblichen Personen- und Güterverkehrs einschließlich der gewerblichen Beförderung von Gütern in Rohrleitungen mit Ausnahme der Wasserleitungsangelegenheiten.
- Angelegenheiten der Beförderung von Personen und Gütern im Werksverkehr.
- Angelegenheiten der Österreichischen Bundesbahnen einschließlich der Errichtung und Verwaltung von Bauten und Liegenschaften des Bundes, die Zwecken der Österreichischen Bundesbahnen gewidmet sind; Angelegenheiten der Verwaltung der Anteilsrechte des Bundes an sonstigen Eisenbahnunternehmungen und an der Schieneninfrastrukturfinanzierungs-Gesellschaft mbH; Angelegenheiten von Gesellschaften, die für Belange der Schieneninfrastruktur bestehen, solange der Bund Gesellschafter ist.
- Angelegenheiten des Rates für Forschung und Technologieentwicklung.
- Angelegenheiten der wirtschaftlich-technischen Forschung, soweit sie nicht in den Wirkungsbereich des Bundesministeriums für Digitalisierung und Wirtschaftsstandort fallen.
  - Dazu gehören insbesondere auch die Angelegenheiten der Österreichischen Forschungsförderungsgesellschaft mbH und der Austria Wirtschaftsservice Gesellschaft mit beschränkter Haftung, und zwar jeweils im Einvernehmen mit dem Bundesministerium für Wissenschaft, Forschung und Wirtschaft.
- Angelegenheiten des gewerblichen Rechtsschutzes, insbesondere des Patent- und Gebrauchsmusterwesens, einschließlich der Angelegenheiten der Patentanwälte und ihrer beruflichen Vertretung und des Schutzes von Mustern, Marken und anderen Warenbezeichnungen.
- Weltraumangelegenheiten.